# História da educação no Japão
A história da educação no Japão remonta pelo menos ao século VI, quando o aprendizado chinês foi introduzido no tribunal de Yamato. As civilizações estrangeiras muitas vezes forneceram novas ideias para o desenvolvimento da própria cultura do Japão.

## Período Edo
Quando o período Tokugawa começou, poucas pessoas comuns no Japão podiam ler ou escrever. No final do período, o aprendizado se generalizou. A educação Tokugawa deixou um legado valioso: uma população cada vez mais alfabetizada, uma ideologia meritocrática e uma ênfase na disciplina e no desempenho competente. Sob a liderança subsequente no período Meiji, essa fundação facilitaria a rápida transição do Japão do país da sociedade feudal para uma nação modernizadora.

## Período Meiji
Um conceito moderno de infância surgiu no Japão depois de 1850 como parte de seu envolvimento com o Ocidente. Os líderes do período Meiji decidiram que o estado-nação tinha o papel principal de mobilizar indivíduos — e crianças — a serviço do Estado. A escola de estilo ocidental foi introduzida como agente para alcançar esse objetivo. Na década de 1890, as escolas estavam gerando novas sensibilidades em relação à infância. Depois de 1890, o Japão teve numerosos reformadores, especialistas em crianças, editores de revistas e mães bem-educadas que adquiriram a nova sensibilidade. Eles ensinaram à classe média alta um modelo de infância que incluía crianças tendo seu próprio espaço, onde liam livros infantis, brincavam com brinquedos educativos e, principalmente, dedicavam enorme tempo aos deveres escolares. Essas ideias rapidamente se disseminaram por todas as classes sociais.
Depois de 1870, os livros escolares baseados na ética confucionista foram substituídos por textos ocidentalizados. No entanto, na década de 1890, após uma preocupação intensiva anterior com as idéias educacionais ocidentais, particularmente americanas, uma abordagem mais autoritária foi imposta. Os preceitos confucionistas e xintoístas tradicionais foram mais uma vez enfatizados, especialmente os que dizem respeito à natureza hierárquica das relações humanas, ao serviço ao novo estado, à busca da aprendizagem e à moralidade. Esses ideais, incorporados no Rescrito Imperial de Educação de 1890, juntamente com o controle governamental altamente centralizado sobre a educação, guiaram amplamente a educação japonesa até 1945, quando foram massivamente repudiados.